# Miloslava Misáková
Miloslava Misáková (* 25. Februar 1922 in Horákov, Tschechoslowakei; † 1. Juli 2015 in Prag) war eine tschechische Kunstturnerin.

## Karriere
Misáková gewann bei den Olympischen Spielen 1948 in London mit der tschechoslowakischen Mannschaft die Goldmedaille im Mannschaftsmehrkampf. Nach dem Ende ihrer aktiven Laufbahn war sie als Trainerin und Kampfrichterin tätig. Zudem arbeitete sie später als Auslandskorrespondentin.